# Janel Parrish
Janel Meilani Parrish Long (Oahu, Havaí, 30 de Outubro de 1988) é uma atriz e cantora havaiána, ficou mais conhecida com o papel de Jade no filme Bratz: The Movie e na série de TV Pretty Little Liars como Mona Vanderwaal. Em 2014, Parrish participou da 19ª temporada de Dancing with the Stars, ocupando o terceiro lugar.

## Biografia
Janel começou a tocar piano aos seis anos de idade. Com 14 anos, em 3 de Janeiro de 2003, ela apareceu no remake de Star Search, desempenhando a canção "On My Own". Os juízes foram Naomi Judd, Ben Stein, Carol Leifer, e Jack Osbourne. Stein comentou que ela tinha um "lote de talento, mas não totalmente, até ao escalão superior", dando a ela quatro estrelas, junto com Osbourne que chamou seu desempenho simplesmente de "boa" e também deu quatro estrelas. Leifer comentou que ela tinha uma "grande voz" dando suas três estrelas. Por último, Judd foi o menos generoso, afirmando "Você tem futuro algum dia nos musicais, mas você tem algum trabalho a fazer. Você tem que ter alguma prática" e dando-lhe um mero duas estrelas. Janel foi eliminada após esse desempenho em favor da concorrente Tiffany Evans que recebeu um perfeito cinco estrelas de todos os quatro juízes.
Janel é metade chinesa, metade caucasiana. Por isso no Havaí (onde nasceu) é chamada de Hapa - um termo por ser meio asiática.
Em 2007, ela assinou com a Geffen Records para produzir seu primeiro álbum. Seu primeiro single, "Rainy Day", que ela escreveu, junto com sua música vídeo, foi lançado em 7 de julho de 2007, e foi também caracterizado por Bratz a Motion Picture Soundtrack. Ela também faz uma breve aparição em Prima J's "Rockstar", que também faz parte da trilha sonora. Ela também fez uma aparição em NLT's "She Said, I Said". Agora ela faz o papel de Mona Vanderwaal, na série Pretty Little Liars. Em 2017, foi anunciada para interpretar Margot na adaptação do livro Para todos os garotos que já amei.

## Vida Pessoal
Ela se casou com o engenheiro químico Chris Long em 8 de setembro de 2018, em Oahu, Havaí, após ficar noiva em outubro de 2017. Tragicamente, seu sogro faleceu devido a um acidente de carro causado por embriaguez, duas semanas antes do casamento.Até onde sabemos, Janel Parrish e Chris Long não têm filhos. Eles moram em Los Angeles com seus animais de estimação adotados, Kleo e Moose.

## Filmografia

### Cinema
| Ano  | Título                                 | Personagem        | Notas            |
| ---- | -------------------------------------- | ----------------- | ---------------- |
| 2000 | Geppetto                               | Natalie           | Telefilme        |
| 2007 | Bratz: The Movie                       | Jade              | Elenco Principal |
| 2009 | Fired Up!                              | Lana              |                  |
| 2009 | April Showers                          | Vicki             |                  |
| 2010 | Triple Dog                             | Cecily Gerber     |                  |
| 2011 | One Kine Day                           | Leilani           |                  |
| 2011 | 4 Wedding Planners                     | Hoku Wolf         |                  |
| 2012 | Celeste and Jesse Forever              | Savannah          |                  |
| 2014 | High School Possesion                  | Lauren Brady      | Telefilme        |
| 2017 | Until We Meet Again                    | Lisa Wagner       |                  |
| 2018 | I'll Be Watching                       | Kate Riley        | Telefilme        |
| 2018 | To All the Boys I've Loved Before      | Margot Song Covey |                  |
| 2018 | Hell Is Where the Home Is              | Estelle           |                  |
| 2018 | Tiger                                  | Charlotte         |                  |
| 2020 | To All the Boys: P.S. I Still Love You | Margot Song Covey |                  |
| 2020 | Mighty Oak                             | Gina Jackson      |                  |
| 2021 | To All the Boys: Always and Forever    | Margot Song Covey |                  |

### Televisão
| Ano       | Título                                  | Personagem                | Notas                                              |
| --------- | --------------------------------------- | ------------------------- | -------------------------------------------------- |
| 1999      | Baywatch                                | Hina                      | 2 episódios                                        |
| 2003      | Star Search                             | Ela mesma (Cantora mirim) | Episódio: "The One with Guest Judge Jack Osbourne" |
| 2004      | The Bernie Mac Show                     | Laura                     | Episódio: "Being Bernie Mac"                       |
| 2006      | Zoey 101                                | Sara                      | Episódio: "The Silver Hammer Society"              |
| 2006      | The O.C.                                | Leah                      | Episódio: "The Summer Bummer"                      |
| 2007–2008 | Heroes                                  | May                       | 4 episódios                                        |
| 2009      | True Jackson                            | Kyla                      | Episódio: "Flirting with Fame"                     |
| 2010-2017 | Pretty Little Liars                     | Mona Vanderwaal           | Principal; Série de Tv                             |
| 2013      | Hawaii Five-0                           | Rebecca Fine              | Episódio: "Kapu"                                   |
| 2014      | Drop Dead Diva                          | Chelsea Putnam            | Episódio: "Cheers & Jeers"                         |
| 2015      | The Mysteries of Laura                  | Jillian Havemeyer         | Episódio: "The Mystery of the Crooked Clubber"     |
| 2016      | Rush Hour                               | Nina Taylor               | Episódio: "Wind Beneath My Wingman"                |
| 2017      | Rosewood                                | Selena Monet              | Episódio: "Mummies & Meltdowns"                    |
| 2019      | Pretty Little Liars: The Perfectionists | Mona Vanderwaal           | Principal; (Spin-off da série Pretty Little Liars) |
| 2020–2021 | Magnum P.I.                             | Maleah                    | Episódios: "Say Hello to Your Past", "Tell No One" |

## Prêmios e Indicações
| Ano  | Prêmios e Indicações | Categoria  | Status   |
| ---- | -------------------- | ---------- | -------- |
| 2012 | Teen Choice Awards   | Vilã da TV | Venceu   |
| 2013 | Teen Choice Awards   | Vilã da TV | Venceu   |
| 2014 | Teen Choice Awards   | Vilã da TV | Indicado |
| 2016 | Teen Choice Awards   | Vilã da TV | Venceu   |
| 2017 | Teen Choice Awards   | Vilã da TV | Venceu   |